# Għarb
Għarb (o Garbo, tradicionalmente en italiano) es una localidad maltesa y uno de los sesenta y ocho consejos locales que conforman el país desde 1993. Está situado en la parte más occidental de la isla de Gozo, con una población de 1.554 personas (noviembre de 2011). Empezó siendo un pequeño caserío hace algunos siglos. Se puede ver sus antiguas raíces en el centro del pueblo donde algunas casas tienen magníficos decorados de piedra en sus balcones.

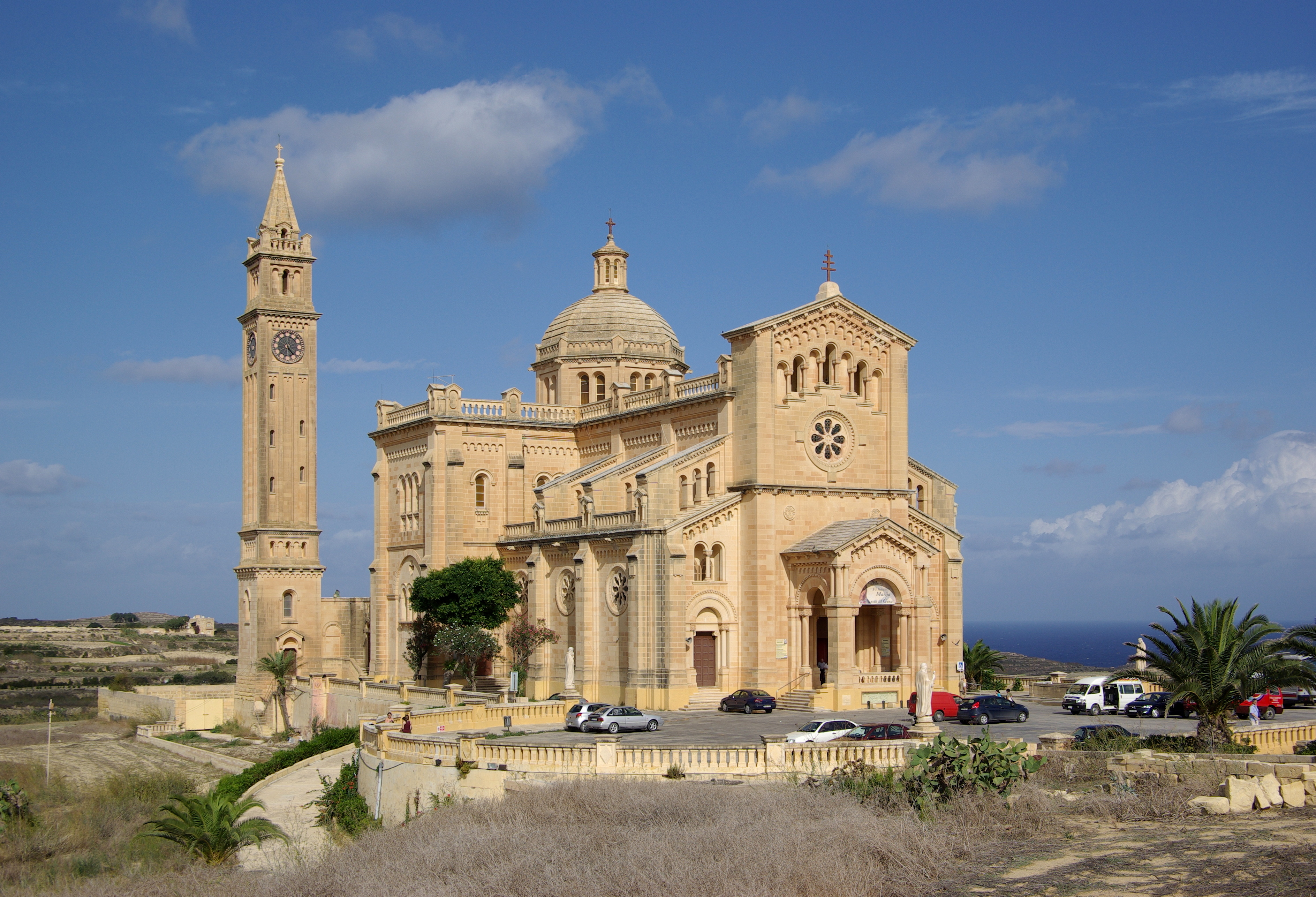
Basílica Ta' Pinu, en Għarb.

Pasó a ser una parroquia en 1679, un cambió que impulsó la construcción de una nueva iglesia barroca. Construida entre 1699 y 1729, tiene una elegante fachada comparada con la de la iglesia de Santa Inés de Francesco Borromini en la plaza Navona, Roma.
La plaza del pueblo, la quinta esencia de la isla de Gozo, es la vista más famosa de sus postales. Hay un museo de folklore que tiene toda clase de objetos de interés que cuentan la historia rural de la isla. Għarb se sitúa en el más pintoresco campo de Gozo, concretamente en Dbiegi, la colina más alta de la isla.
En Dbiegi está en centro de artesanía de Gozo. En los límites de Gharb está la capilla de San Dimitri. De acuerdo con la leyenda, la primera capilla fue construida al lado del acantilado por una mujer cuyo hijo fue liberado de su cutiverio por San Dimitri. Cerca de allí también está la basílica Ta' Pinu, el preeminente santuario dedicado a la Virgen María. En este mismo lugar es donde en 1883 una mujer del pueblo oyó la voz de la Virgen.

## Zonas de Għarb
- Birbuba
- Ħodba
- Il-Wileġ
- San Katald
- Ta' Lamuta
- Ta' Pinu
- Ta' Santu
- Tal-Fgura
- Taż-Żejt
- Wara l-Bjut
- Wied tal-Knisja

## Hermanamientos
- Enna, Italia
- Torrente, España